# Булимар, Диана
Диана Лаура Булимар (рум. Diana Laura Bulimar, род. 22 августа 1995, Тимишоара) — румынская гимнастка, чемпионка Европы 2012 и 2014 годов в командном первенстве, серебряный (бревно) и бронзовый (вольные упражнения) призёр Чемпионата Европы 2013 года, бронзовый призёр Олимпийских игр 2012 года в командных соревнованиях по спортивной гимнастике. Выступает за бухарестское «Динамо».

## Международные выступления

### 2010
В апреле 2010 года Диана дебютировала на чемпионате Европы в Бирмингеме в юниорской категории, набрав 54.425 балла в командных соревнованиях, что позволило сборной Румынии занять второе место. В многоборье она выступила не так успешно, заняв 4-е место с результатом в 54.175. Также она стала третьей на разновысоких брусьях (13.575 баллов) и четвёртой в вольных упражнениях (14.175 баллов).
В августе Диана отправилась в составе сборной Румынии на юношескую Олимпиаду в Сингапур, где она завоевала серебряную медаль в вольных упражнениях с результатом в 14.325 баллов. В других категориях она выступила не так удачно: в многоборье заняла 6-е место с результатом в 53.950 баллов, в опорном прыжке стала 7-й, на брусьях — также 7-й. В сентябре месяце она выступила на чемпионате Румынии в городе Ресита, завоевав серебряную медаль в многоборье с результатом в 54.750 балла.

### 2011
В августе 2011 года Диана приняла участие в очередном чемпионате Румынии, который состоялся в Онести. Она заняла 4-е место в многоборье с результатом в 56.375 баллов. Спустя месяц Булимар в составе сборной Румынии приняла участие в небольшом турнире в немецком Эрцингене, где помогла одержать сборной Румынии победу над командами Германии и Швейцарии. В многоборье она стала 3-й, набрав 56.350 баллов. На чемпионате мира 2011 года в Токио Диана выступала в вольных упражнениях, став 4-й.

### 2012

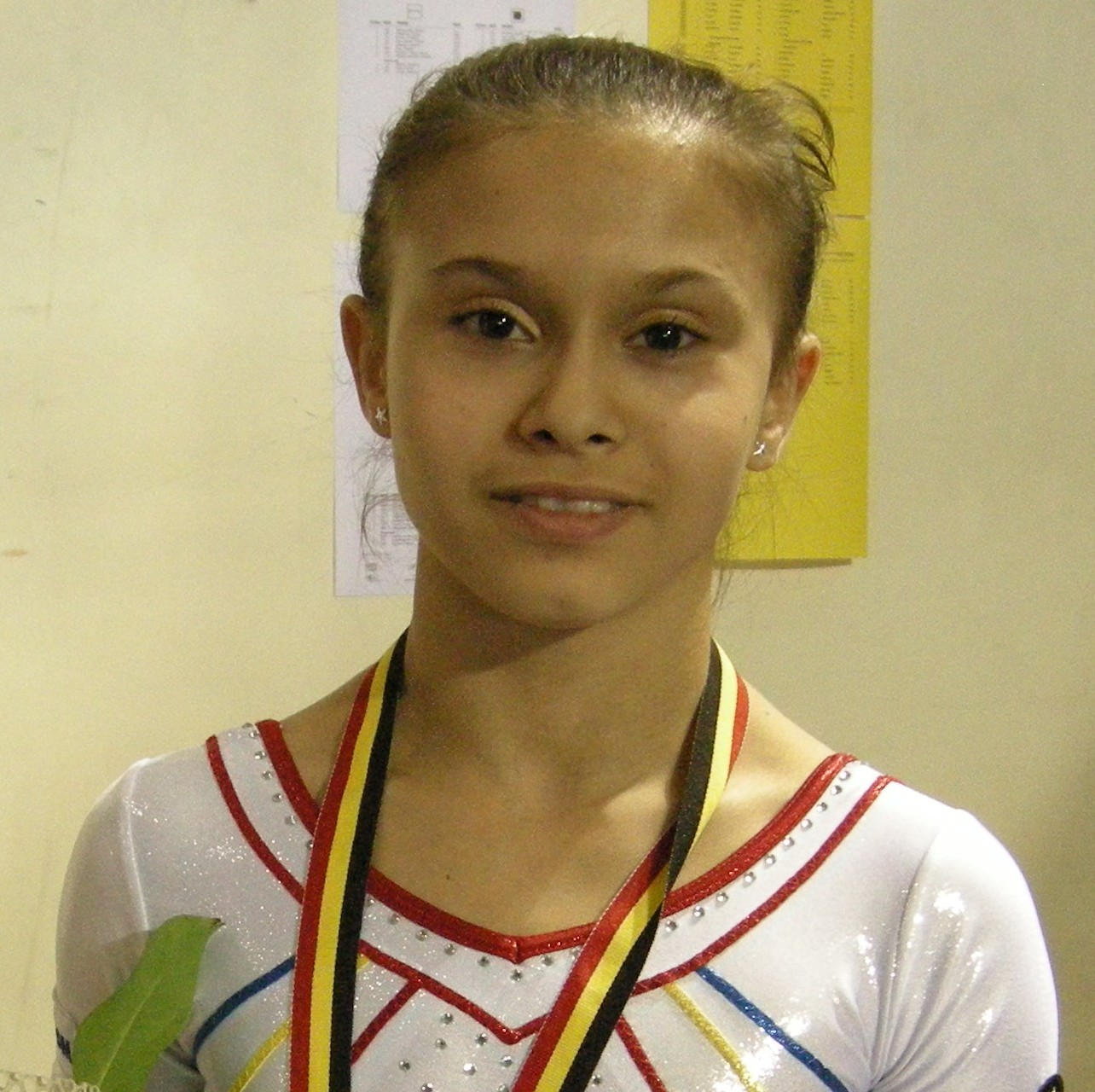
Диана Булимар на Кубке мира 2012 в Генте

В марте 2012 года Булимар впервые выступила на этапе Кубка мира в Дохе, заняв 5-е место в выступлениях на брусьях и 2-е место в вольных упражнениях. В апреле она приняла участие в ещё одном международном соревновании против сборной Франции и принесла команде победу в командных соревнованиях. В апреле она снова приняла участие в турнире для трёх стран: в этот раз в турнире в Ульме принимали участие Германия, Румыния и Великобритания. Диана принесла победу в командных соревнованиях в очередной раз своей команде. В мае она наконец выиграла чемпионат Европы в Брюсселе, и снова удача ей улыбнулась в командных соревнованиях.
В июне на этапе Кубка мира в бельгийском Генте Диана завоевала золотые медали в выступлениях на бревне и в вольных упражнениях. В начале июля она приняла участие вместе с командой на домашнем турнире в Бухаресте, в котором участвовали гимнастки Франции, Германии и Италии. И снова её усилия позволили румынкам выиграть очередной турнир в командном первенстве. В конце июля она отправилась в Лондон в составе олимпийской сборной.

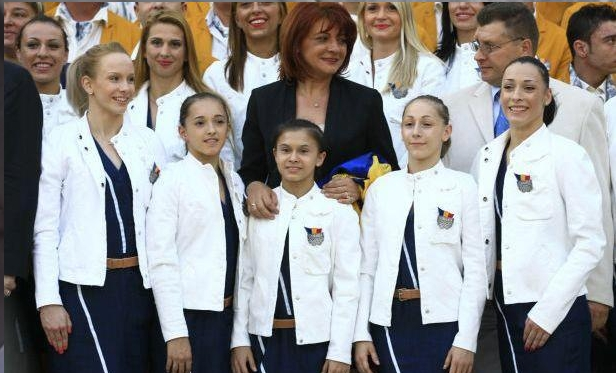
Диана Булимар (внизу в центре) в олимпийской сборной

На Олимпийских играх в Лондоне Диана Булимар участвовала в командных соревнованиях: в квалификации её команда финишировала 4-й, что позволило выйти в финал румынской сборной; в финальной части её усилия позволили румынкам занять 3-е место и завоевать бронзовые награды. Также она прошла квалификацию в индивидуальных соревнованиях на бревне, но уступила своё место в финале подруге по команде Ларисе Йордаке, считая что у неё лучшие шансы на победу.
В 2012 году награждена орденом «За спортивные заслуги» III степени I типа.

### 2013
На первом этапе Кубке мира 2013 года в Ла-Рош-сюр-Йон Булимар выступала в вольных упражнениях и заняла 2-е место. В Катаре на втором этапе Кубка мира она выступила 28 марта и заняла 5-е место на разновысоких брусьях в финале. 29 марта она заняла 4-е место на бревне, а в вольных упражнениях одержала победу, набрав 14,625 баллов и опередив соотечественницу Ларису Йордаке.
18 апреля на чемпионате Европы в Москве Диана выступала в квалификации во всех дисциплинах, заняв 2-е место в многоборье, 6-е в прыжке, 26-е на разновысоких брусьях, 2-е на бревне и 5-е в вольных упражнениях. 19 апреля она выступила в финале многоборья и разделила 4-е место с Джулией Штайнгрубер: обе набрали по 57,065 баллов.
В июне на 5-м этапе Кубка мира в Анадии Диана вместе с Ларисой Йордаке победила в вольных упражнениях, а на бревне стала 3-й. Последним её выступлением в 2013 году стал турнир Turnen Dames Interland, на котором Диана одержала победу в многоборье, на бревне и в вольных упражнениях, а также стала бронзовым призёром на брусьях. Травма ноги, полученная на тренировке перед чемпионатом Румынии, вынудила сняться Диану со всех соревнований до конца года.

### 2014
Булимар начала год с выступлений на Кубке мира в Дохе, заняв 4-е место на бревне с 13,650 баллами, а в вольных упражнениях завоевала серебряную медаль с результатом 14,300. В товарищеской встрече с гимнастками Бельгии и Франции она одержала победу в командном первенстве, а в многоборье завоевала серебряную медаль.
Булимар выступила и на чемпионате Европы в этом году, принеся Румынии золотую медаль в командном первенстве: 14,133 на брусьях, 14,533 на бревне и 14,225 в вольных упражнениях. В финале вольных упражнений она заняла 4-е место вместе с Мартой Пихан-Кулешой. Однако затем Булимар снова получила травму ноги и пропустила остаток сезона, не выступив ни на чемпионате мира, ни на чемпионате Румынии.